# یورگ شوتاوف
یورگ شوتاوف (آلمانی: Jörg Schüttauf؛ زادهٔ ۲۶ دسامبر ۱۹۶۱) بازیگر اهل آلمان است.
از فیلم‌ها یا برنامه‌های تلویزیونی که وی در آن نقش داشته‌است می‌توان به سپتامبر و هرگز روی برنگردان اشاره کرد.